# Classe XE
Les sous-marins de classe XE sont des sous-marins miniatures de la Seconde Guerre mondiale conçus pour la Royal Navy vers 1943-1944 et construits à 12 exemplaires dans  différents chantiers navals : 
- Thomas Broabdent & Sons à Huddersfield
- Markham & Co. à Chesterfield
- Marshall à Gainsborough

## Conception
C'est une version améliorée de la Classe X, avec la climatisation et un espace d'arrimage supplémentaire. Ils ont été conçus pour l'emploi en Extrême-Orient. 

Des jambes sur ressorts permettent à ces sous-marins minuscules de se reposer sur le fond de la mer. Un sas permet à un plongeur de quitter le sous-marin pour poser les mines sur les coques de bateaux ennemis.

Ils ont un équipage de quatre hommes : un lieutenant de commandement, un sous-lieutenant comme adjoint, un mécanicien de salle des machines et un marin. Au moins l'un d'entre eux était qualifié comme plongeur-nageur de combat.
En plus des deux charges de côté (dont chacune contient deux tonnes d'explosif amatol), ils emmènent aussi six mines ventouses de 20 livres pour être attachées à la cible (l'objectif) par le plongeur.

## OpérationStruggle
En août 1945, les HMS XE1 et XE3 ont mené une attaque conjointe contre des navires de guerre japonais dans le port de Singapour. Le XE3 était chargé d'attaquer le croiseur lourd Takao tandis que le XE1 devait prendre pour cible le croiseur lourd Myōkō.

## Les sous-marins de classe XE
- Groupe 1 :
  - XE1 :
  - XE2 :
  - XE3 :
  - XE4 : Exciter
  - XE5 :
  - XE6 :
  - XE7 :
  - XE8 : Expunger
  - XE9 :
  - XE10 :
- Groupe 2 :
  - XE11 :
  - XE12 :